# Cephalaria humilis
Cephalaria humilis är en tvåhjärtbladig växtart som först beskrevs av Carl Peter Thunberg, och fick sitt nu gällande namn av Johann Jakob Roemer och Schult. Cephalaria humilis ingår i släktet jätteväddar, och familjen Dipsacaceae. Inga underarter finns listade i Catalogue of Life.